# Мрвальевич, Игор
Игор Мрвальевич ( Игор Мраљевић / Igor Mrvaljević; род. 2 мая 1998) — черногорский футболист, вратарь клуба Государственного колледжа Прейри.

## Карьера
В сезоне 2015/2016 Игор выступал в молодёжной лиге Черногории за столичную «Будучност». Провёл в её составе 6 матчей, затем перешёл в молодёжку «Искры», за которую сыграл 13 матчей.
29 мая 2016 года в заключительном туре чемпионата Черногории в матче против Бокеля на 55 минуте минуте встречи заменил основного голкипера Бориса Лакичевича, тем самым дебютировав в основном составе даниловградской команды.